# Velledomimus gardneri
Velledomimus gardneri är en skalbaggsart som beskrevs av Stefan von Breuning 1959. Velledomimus gardneri ingår i släktet Velledomimus och familjen långhorningar.
Artens utbredningsområde är Kenya. Inga underarter finns listade i Catalogue of Life.